# جیمز بچلر سامنر

جیمز بچلر سامنر (به انگلیسی: James B.Sumner) (زاده ۱۹ نوامبر ۱۸۸۷ -مرگ ۱۲ اوت ۱۹۵۵) شیمیدان آمریکایی بود. که در سال ۱۹۴۶ برای کشف آنکه آنزیم‌ها را می‌توان بلوری کرد به همراه جان هاوارد نورثروب و وندل مردیت استنلی به‌طور مشترک موفق به دریافت جایزه نوبل شیمی شد.